# Escut i bandera d'Algorfa
L'escut i la bandera d'Algorfa són els símbols representatius oficials d'Algorfa, municipi del País Valencià, a la comarca del Baix Segura.

## Escut heràldic
L'escut oficial d'Algorfa té el següent blasonament:
| « | Escut partit. Primer en camper d'argent, una creu de Sant Jaume de gules (roig), record del primer partiment de terres fet durant la reconquesta d'aquells llocs. Segon, en camper d'atzur, un castell d'argent, que són les armories dels Mosquera, primers senyors i, després, primers marquesos del lloc. Al cap, [un cairó] d'or, [amb] quatre barres [en realitat, pals] d'Aragó, de gules. Va l'escut timbrat de corona de marquès. | » |

## Bandera
La bandera oficial d'Algorfa té la següent descripció:
| « | Bandera de proporcions 2:3. Partida per meitat vertical. A l'asta, de gris perla, la creu de Sant Jaume de roig o gules. Al batent, de blau, la torre de gris perla. | » |

## Història
L'escut s'aprovà mitjançant Decret de 3 d'octubre de 1957, publicat en el BOE núm. 272, de 29 d'octubre de 1957.
La primera partició recorda el fet que, el 1272, després de la conquesta, durant la dominació castellana, Algorfa passà a l'orde de Sant Jaume. La senyoria fou adquirida després per la família Masquefa, les armes dels quals es representen a la segona partició. El 1762 fou elevada a marquesat, fet que evoca la corona damunt l'escut. Els quatre pals recorden el privilegi de jurisdicció menor concedit pel rei Alfons II el 1328.
La bandera s'aprovà per Resolució de 27 d'abril de 2007, publicada en el DOCV núm. 5.523 de 30 de maig de 2007.